# Kvalspelet till Europamästerskapet i fotboll 2012
Kvalspelet till Europamästerskapet i fotboll 2012 arrangerades av Uefa för att utse de 14 nationer som, utöver arrangörerna Polen och Ukraina, skulle spela i EM i fotboll 2012. Kvalet spelades mellan den 3 september 2010 och den 15 november 2011.

## Kvalificerade länder
Polen och Ukraina var direktkvalificerade till slutspelet i egenskap av arrangörsländer.
- Polen (värdland)
- Ukraina (värdland)
- Tyskland (vinnare av Grupp A)
- Ryssland (vinnare av Grupp B)
- Italien (vinnare av Grupp C)
- Frankrike (vinnare av Grupp D)
- Nederländerna (vinnare av Grupp E)
- Grekland (vinnare av Grupp F)
- England (vinnare av Grupp G)
- Danmark (vinnare av Grupp H)
- Spanien (vinnare av Grupp I)
- Sverige (bästa tvåa)
- Kroatien (playoff)
- Irland (playoff)
- Tjeckien (playoff)
- Portugal (playoff)

## Seedningsgrupper
Seedningsgrupperna bestämdes efter Uefas koefficienttabell och visas här nedan i ordning efter placering. De nio högst placerade lagen hamnade i seedningsgrupp 1, de näst högsta i seedningsgrupp 2 och så vidare.
Koefficienten skapades genom att lägga samman lagens resultat i det senaste EM-kvalet och -slutspelet samt det senaste VM-kvalet. Koefficienttabellen som användes för att skapa seedningsgrupperna för detta kval hittas här.
| Seedningsgrupp 1                                                                                         | Seedningsgrupp 2                                                                             | Seedningsgrupp 3                                                                                             | Seedningsgrupp 4                                                                          | Seedningsgrupp 5                                                                                       | Seedningsgrupp 6                                                   |
| --- | -------------------------------------------------------------------------------------------- | --- | ----------------------------------------------------------------------------------------- | --- | ------------------------------------------------------------------ |
| Spanien (RM) · Tyskland · Nederländerna · Italien · England · Kroatien · Portugal · Frankrike · Ryssland | Grekland · Tjeckien · Schweiz · Serbien · Turkiet · Danmark · Slovakien · Rumänien · Sverige | Israel · Bulgarien · Finland · Norge · Irland · Skottland · Nordirland · Österrike · Bosnien och Hercegovina | Slovenien · Lettland · Ungern · Litauen · Belarus · Belgien · Wales · Makedonien · Cypern | Montenegro · Albanien · Estland · Georgien · Moldavien · Island · Armenien · Kazakstan · Liechtenstein | Azerbajdzjan · Luxemburg · Malta · Färöarna · Andorra · San Marino |

## Gruppspel
Grupperna lottades enligt följande:
| Grupp A                                                             | Grupp A                                                             | Grupp B                                                         | Grupp B                                                         | Grupp C                                                         | Grupp C                                                         | Grupp D                                                                         | Grupp D                                                                         | Grupp E                                                             | Grupp E                                                             |
| ------------------------------------------------------------------- | ------------------------------------------------------------------- | --------------------------------------------------------------- | --------------------------------------------------------------- | --------------------------------------------------------------- | --------------------------------------------------------------- | ------------------------------------------------------------------------------- | ------------------------------------------------------------------------------- | ------------------------------------------------------------------- | ------------------------------------------------------------------- |
| Tyskland · Turkiet · Österrike · Belgien · Kazakstan · Azerbajdzjan | Tyskland · Turkiet · Österrike · Belgien · Kazakstan · Azerbajdzjan | Ryssland · Slovakien · Irland · Makedonien · Armenien · Andorra | Ryssland · Slovakien · Irland · Makedonien · Armenien · Andorra | Italien · Serbien · Nordirland · Slovenien · Estland · Färöarna | Italien · Serbien · Nordirland · Slovenien · Estland · Färöarna | Frankrike · Rumänien · Bosnien och Hercegovina · Belarus · Albanien · Luxemburg | Frankrike · Rumänien · Bosnien och Hercegovina · Belarus · Albanien · Luxemburg | Nederländerna · Sverige · Finland · Ungern · Moldavien · San Marino | Nederländerna · Sverige · Finland · Ungern · Moldavien · San Marino |
|                                                                     | Grupp F                                                             | Grupp F                                                         | Grupp G                                                         | Grupp G                                                         | Grupp H                                                         | Grupp H                                                                         | Grupp I                                                                         | Grupp I                                                             |                                                                     |
| Kroatien · Grekland · Israel · Lettland · Georgien · Malta          | Kroatien · Grekland · Israel · Lettland · Georgien · Malta          | England · Schweiz · Bulgarien · Wales · Montenegro              | England · Schweiz · Bulgarien · Wales · Montenegro              | Portugal · Danmark · Norge · Cypern · Island                    | Portugal · Danmark · Norge · Cypern · Island                    | Spanien · Tjeckien · Skottland · Litauen · Liechtenstein                        | Spanien · Tjeckien · Skottland · Litauen · Liechtenstein                        |                                                                     |                                                                     |

### Skiljeregler
Om flera lag hamnar på samma poäng avgörs placeringarna enligt följande:
1. Flest poäng i inbördes möten.
2. Bästa målskillnad i inbördes möten.
3. Flest gjorda mål i inbördes möten.
4. Flest gjorda bortamål i inbördes möten.
5. Om flera lag fortfarande inte kan skiljas åt genomför man återigen steg 1–4. Ger detta ingen förändring fortsätter man till steg 6.
6. Bästa målskillnad totalt i gruppen.
7. Flest gjorda mål totalt i gruppen.
8. Flest gjorda bortamål totalt i gruppen.
9. Högsta fair play-ranking totalt i gruppen.
10. Lottdragning.

### Matchdatum
Följande datum är reserverade för gruppspelsmatcherna i EM-kvalet:
- 3, 4 och 7 september 2010.
- 8, 9 och 12 oktober 2010.
- 25, 26 och 29 mars 2011.
- 3, 4 och 7 juni 2011.
- 2, 3 och 6 september 2011.
- 7, 8 och 11 oktober 2011.

### Grupp A
| Nr | Lag          | S  | V  | O | F | GM | IM | MS  | P  |
| -- | ------------ | -- | -- | - | - | -- | -- | --- | -- |
| 1  | Tyskland     | 10 | 10 | 0 | 0 | 34 | 7  | +27 | 30 |
| 2  | Turkiet      | 10 | 5  | 2 | 3 | 13 | 11 | +2  | 17 |
| 3  | Belgien      | 10 | 4  | 3 | 3 | 21 | 15 | +6  | 15 |
| 4  | Österrike    | 10 | 3  | 3 | 4 | 16 | 17 | −1  | 12 |
| 5  | Azerbajdzjan | 10 | 2  | 1 | 7 | 10 | 26 | −16 | 7  |
| 6  | Kazakstan    | 10 | 1  | 1 | 8 | 6  | 24 | −18 | 4  |

| Hemma \ Borta | Azerbajdzjan | Belgien | Kazakstan | Turkiet | Tyskland | Österrike |
| Azerbajdzjan  | —            | 1–1     | 3–2       | 1–0     | 1–3      | 1–4       |
| Belgien       | 4–1          | —       | 4–1       | 1–1     | 0–1      | 4–4       |
| Kazakstan     | 2–1          | 0–2     | —         | 0–3     | 0–3      | 0–0       |
| Turkiet       | 1–0          | 3–2     | 2–1       | —       | 1–3      | 2–0       |
| Tyskland      | 6–1          | 3–1     | 4–0       | 3–0     | —        | 6–2       |
| Österrike     | 3–0          | 0–2     | 2–0       | 0–0     | 1–2      | —         |

### Grupp B
| Nr | Lag        | S  | V | O | F  | GM | IM | MS  | P  |
| -- | ---------- | -- | - | - | -- | -- | -- | --- | -- |
| 1  | Ryssland   | 10 | 7 | 2 | 1  | 17 | 4  | +13 | 23 |
| 2  | Irland     | 10 | 6 | 3 | 1  | 15 | 7  | +8  | 21 |
| 3  | Armenien   | 10 | 5 | 2 | 3  | 22 | 10 | +12 | 17 |
| 4  | Slovakien  | 10 | 4 | 3 | 3  | 7  | 10 | −3  | 15 |
| 5  | Makedonien | 10 | 2 | 2 | 6  | 8  | 14 | −6  | 8  |
| 6  | Andorra    | 10 | 0 | 0 | 10 | 1  | 25 | −24 | 0  |

| Hemma \ Borta | Andorra | Armenien | Irland | Nordmakedonien | Ryssland | Slovakien |
| Andorra       | —       | 0–3      | 0–2    | 0–2            | 0–2      | 0–1       |
| Armenien      | 4–0     | —        | 0–1    | 4–1            | 0–0      | 3–1       |
| Irland        | 3–1     | 2–1      | —      | 2–1            | 2–3      | 0–0       |
| Makedonien    | 1–0     | 2–2      | 0–2    | —              | 0–1      | 1–1       |
| Ryssland      | 6–0     | 3–1      | 0–0    | 1–0            | —        | 0–1       |
| Slovakien     | 1–0     | 0–4      | 1–1    | 1–0            | 0–1      | —         |

### Grupp C
| Nr | Lag        | S  | V | O | F | GM | IM | MS  | P  |
| -- | ---------- | -- | - | - | - | -- | -- | --- | -- |
| 1  | Italien    | 10 | 8 | 2 | 0 | 20 | 2  | +18 | 26 |
| 2  | Estland    | 10 | 5 | 1 | 4 | 15 | 14 | +1  | 16 |
| 3  | Serbien    | 10 | 4 | 3 | 3 | 13 | 12 | +1  | 15 |
| 4  | Slovenien  | 10 | 4 | 2 | 4 | 11 | 7  | +4  | 14 |
| 5  | Nordirland | 10 | 2 | 3 | 5 | 9  | 13 | −4  | 9  |
| 6  | Färöarna   | 10 | 1 | 1 | 8 | 6  | 26 | −20 | 4  |

| Hemma \ Borta | Estland | Färöarna | Italien | Nordirland | Serbien | Slovenien |
| Estland       | —       | 2–1      | 1–2     | 4–1        | 1–1     | 0–1       |
| Färöarna      | 2–0     | —        | 0–1     | 1–1        | 0–3     | 0–2       |
| Italien       | 3–0     | 5–0      | —       | 3–0        | 3–0     | 1–0       |
| Nordirland    | 1–2     | 4–0      | 0–0     | —          | 0–1     | 0–0       |
| Serbien       | 1–3     | 3–1      | 1–1     | 2–1        | —       | 1–1       |
| Slovenien     | 1–2     | 5–1      | 0–1     | 0–1        | 1–0     | —         |

### Grupp D
| Nr | Lag                     | S  | V | O | F | GM | IM | MS  | P  |
| -- | ----------------------- | -- | - | - | - | -- | -- | --- | -- |
| 1  | Frankrike               | 10 | 6 | 3 | 1 | 15 | 4  | +11 | 21 |
| 2  | Bosnien och Hercegovina | 10 | 6 | 2 | 2 | 17 | 8  | +9  | 20 |
| 3  | Rumänien                | 10 | 3 | 5 | 2 | 13 | 9  | +4  | 14 |
| 4  | Vitryssland             | 10 | 3 | 4 | 3 | 8  | 7  | +1  | 13 |
| 5  | Albanien                | 10 | 2 | 3 | 5 | 7  | 14 | −7  | 9  |
| 6  | Luxemburg               | 10 | 1 | 1 | 8 | 3  | 21 | −18 | 4  |

| Hemma \ Borta           |     |     |     |     |     |     |
| Albanien                | —   | 1–1 | 1–2 | 1–0 | 1–1 | 1–0 |
| Bosnien och Hercegovina | 2–0 | —   | 0–2 | 5–0 | 2–1 | 1–0 |
| Frankrike               | 3–0 | 1–1 | —   | 2–0 | 2–0 | 0–1 |
| Luxemburg               | 2–1 | 0–3 | 0–2 | —   | 0–2 | 0–0 |
| Rumänien                | 1–1 | 3–0 | 0–0 | 3–1 | —   | 2–2 |
| Vitryssland             | 2–0 | 0–2 | 1–1 | 2–0 | 0–0 | —   |

### Grupp E
| Nr | Lag           | S  | V | O | F  | GM | IM | MS  | P  |
| -- | ------------- | -- | - | - | -- | -- | -- | --- | -- |
| 1  | Nederländerna | 10 | 9 | 0 | 1  | 37 | 8  | +29 | 27 |
| 2  | Sverige       | 10 | 8 | 0 | 2  | 31 | 11 | +20 | 24 |
| 3  | Ungern        | 10 | 6 | 1 | 3  | 22 | 14 | +8  | 19 |
| 4  | Finland       | 10 | 3 | 1 | 6  | 16 | 16 | 0   | 10 |
| 5  | Moldavien     | 10 | 3 | 0 | 7  | 12 | 16 | −4  | 9  |
| 6  | San Marino    | 10 | 0 | 0 | 10 | 0  | 53 | −53 | 0  |

| Hemma \ Borta | Finland | Moldavien | Nederländerna | San Marino | Sverige | Ungern |
| Finland       | —       | 4–1       | 0–2           | 8–0        | 1–2     | 1–2    |
| Moldavien     | 2–0     | —         | 0–1           | 4–0        | 1–4     | 0–2    |
| Nederländerna | 2–1     | 1–0       | —             | 11–0       | 4–1     | 5–3    |
| San Marino    | 0–1     | 0–2       | 0–5           | —          | 0–5     | 0–3    |
| Sverige       | 5–0     | 2–1       | 3–2           | 6–0        | —       | 2–0    |
| Ungern        | 0–0     | 2–1       | 0–4           | 8–0        | 2–1     | —      |

### Grupp F
| Nr | Lag      | S  | V | O | F | GM | IM | MS  | P  |
| -- | -------- | -- | - | - | - | -- | -- | --- | -- |
| 1  | Grekland | 10 | 7 | 3 | 0 | 14 | 5  | +9  | 24 |
| 2  | Kroatien | 10 | 7 | 1 | 2 | 18 | 7  | +11 | 22 |
| 3  | Israel   | 10 | 5 | 1 | 4 | 13 | 11 | +2  | 16 |
| 4  | Lettland | 10 | 3 | 2 | 5 | 9  | 12 | −3  | 11 |
| 5  | Georgien | 10 | 2 | 4 | 4 | 7  | 9  | −2  | 10 |
| 6  | Malta    | 10 | 0 | 1 | 9 | 4  | 21 | −17 | 1  |

| Hemma \ Borta | Georgien | Grekland | Israel | Kroatien | Lettland | Malta |
| Georgien      | —        | 1–2      | 0–0    | 1–0      | 0–1      | 1–0   |
| Grekland      | 1–1      | —        | 2–1    | 2–0      | 1–0      | 3–1   |
| Israel        | 1–0      | 0–1      | —      | 1–2      | 2–1      | 3–1   |
| Kroatien      | 2–1      | 0–0      | 3–1    | —        | 2–0      | 3–0   |
| Lettland      | 1–1      | 1–1      | 1–2    | 0–3      | —        | 2–0   |
| Malta         | 1–1      | 0–1      | 0–2    | 1–3      | 0–2      | —     |

### Grupp G
| Nr | Lag        | S | V | O | F | GM | IM | MS  | P  |
| -- | ---------- | - | - | - | - | -- | -- | --- | -- |
| 1  | England    | 8 | 5 | 3 | 0 | 17 | 5  | +12 | 18 |
| 2  | Montenegro | 8 | 3 | 3 | 2 | 7  | 7  | 0   | 12 |
| 3  | Schweiz    | 8 | 3 | 2 | 3 | 12 | 10 | +2  | 11 |
| 4  | Wales      | 8 | 3 | 0 | 5 | 6  | 10 | −4  | 9  |
| 5  | Bulgarien  | 8 | 1 | 2 | 5 | 3  | 13 | −10 | 5  |

| Hemma \ Borta | Bulgarien | England | Montenegro | Schweiz | Wales |
| Bulgarien     | —         | 0–3     | 0–1        | 0–0     | 0–1   |
| England       | 4–0       | —       | 0–0        | 2–2     | 1–0   |
| Montenegro    | 1–1       | 2–2     | —          | 1–0     | 1–0   |
| Schweiz       | 3–1       | 1–3     | 2–0        | —       | 4–1   |
| Wales         | 0–1       | 0–2     | 2–1        | 2–0     | —     |

### Grupp H
| Nr | Lag      | S | V | O | F | GM | IM | MS  | P  |
| -- | -------- | - | - | - | - | -- | -- | --- | -- |
| 1  | Danmark  | 8 | 6 | 1 | 1 | 15 | 5  | +10 | 19 |
| 2  | Portugal | 8 | 5 | 1 | 2 | 21 | 12 | +9  | 16 |
| 3  | Norge    | 8 | 5 | 1 | 2 | 10 | 7  | +3  | 16 |
| 4  | Island   | 8 | 1 | 1 | 6 | 6  | 14 | −8  | 4  |
| 5  | Cypern   | 8 | 0 | 2 | 6 | 7  | 20 | −13 | 2  |

| Hemma \ Borta | Cypern | Danmark | Island | Norge | Portugal |
| Cypern        | —      | 1–4     | 0–0    | 1–2   | 0–4      |
| Danmark       | 2–0    | —       | 1–0    | 2–0   | 2–1      |
| Island        | 1–0    | 0–2     | —      | 1–2   | 1–3      |
| Norge         | 3–1    | 1–1     | 1–0    | —     | 1–0      |
| Portugal      | 4–4    | 3–1     | 5–3    | 1–0   | —        |

Inbördes möten
| Lag      | S | V | O | F | GM | IM | MS | P |
| -------- | - | - | - | - | -- | -- | -- | - |
| Portugal | 2 | 1 | 0 | 1 | 1  | 1  | 0  | 3 |
| Norge    | 2 | 1 | 0 | 1 | 1  | 1  | 0  | 3 |

### Grupp I
| Nr | Lag           | S | V | O | F | GM | IM | MS  | P  |
| -- | ------------- | - | - | - | - | -- | -- | --- | -- |
| 1  | Spanien       | 8 | 8 | 0 | 0 | 26 | 6  | +20 | 24 |
| 2  | Tjeckien      | 8 | 4 | 1 | 3 | 12 | 8  | +4  | 13 |
| 3  | Skottland     | 8 | 3 | 2 | 3 | 9  | 10 | −1  | 11 |
| 4  | Litauen       | 8 | 1 | 2 | 5 | 4  | 13 | −9  | 5  |
| 5  | Liechtenstein | 8 | 1 | 1 | 6 | 3  | 17 | −14 | 4  |

| Hemma \ Borta | Liechtenstein | Litauen | Skottland | Spanien | Tjeckien |
| Liechtenstein | —             | 2–0     | 0–1       | 0–4     | 0–2      |
| Litauen       | 0–0           | —       | 0–0       | 1–3     | 1–4      |
| Skottland     | 2–1           | 1–0     | —         | 2–3     | 2–2      |
| Spanien       | 6–0           | 3–1     | 3–1       | —       | 2–1      |
| Tjeckien      | 2–0           | 0–1     | 1–0       | 0–2     | —        |

## Playoff
De nio gruppvinnarna gick tillsammans med den bästa tvåan vidare till EM-slutspelet. De övriga åtta tvåorna spelade ett playoff-spel om de övriga fyra slutspelsplatserna. De parades ihop två och två och spelade mot varandra hemma och borta och segrarna gick till slutspelet. Lottningen som utfördes 13 oktober avgjorde vilka som skulle möta vilka. Det fanns en seedning enligt FIFA:s ranking så att de fyra bästa kom att möta någon av de sämsta. Sverige tillhörde de fyra bästa enligt FIFA:s ranking.
Playoff-matcherna kom att spelas datumen 11, 12 och 15 november 2011.

### Ranking av grupptvåor
Tabell för grupptvåornas resultat:
| Nr | Lag (grupp)                 | S | V | O | F | GM | IM | MS | P  |
| -- | --------------------------- | - | - | - | - | -- | -- | -- | -- |
| 1  | Sverige (E)                 | 8 | 6 | 0 | 2 | 20 | 11 | +9 | 18 |
| 2  | Portugal (H)                | 8 | 5 | 1 | 2 | 21 | 12 | +9 | 16 |
| 3  | Kroatien (F)                | 8 | 5 | 1 | 2 | 12 | 6  | +6 | 16 |
| 4  | Irland (B)                  | 8 | 4 | 3 | 1 | 10 | 6  | +4 | 15 |
| 5  | Bosnien och Hercegovina (D) | 8 | 4 | 2 | 2 | 9  | 8  | +1 | 14 |
| 6  | Tjeckien (I)                | 8 | 4 | 1 | 3 | 12 | 8  | +4 | 13 |
| 7  | Estland (C)                 | 8 | 4 | 1 | 3 | 13 | 11 | +2 | 13 |
| 8  | Montenegro (G)              | 8 | 3 | 3 | 2 | 7  | 7  | 0  | 12 |
| 9  | Turkiet (A)                 | 8 | 3 | 2 | 3 | 8  | 10 | −2 | 11 |

Det bästa av de lag som blivit tvåa i sin grupp gick direkt vidare till slutspelet.
För att avgöra vilket lag som var den bästa tvåan använde man sig av respektive lags resultat i gruppspelsomgången. Då grupperna var olika stora måste alla lag från grupper med sex lag räkna bort resultaten från den sjätteplacerade laget. När detta var gjort rankades lagen enligt följande:
1. Högsta poäng.
2. Bäst målskillnad.
3. Flest gjorda mål.
4. Flest gjorda mål på bortaplan.
5. Position i Uefas koefficient-system.
6. Fair play-ranking efter matcherna i fråga.
7. Lottdragning.

De övriga åtta tvåorna parades ihop två och två och spelade mot varandra hemma och borta och segrarna gick till slutspelet.

### Matcher
Turkiet mot Kroatien
Kroatien avancerade till huvudmästerskapet efter en vinst och en oavgjord match. 
| 1.1 |  | Turkiet | 0 – 3 | Kroatien |  |  |
|     |  |         |       |          |  |  |
|     |  |         |       |          |  |  |
|     |  |         |       |          |  |  |

| 1.2 |  | Kroatien | 0 – 0 | Turkiet |  |  |
|     |  |          |       |         |  |  |
|     |  |          |       |         |  |  |
|     |  |          |       |         |  |  |

Estland mot Irland
Irland avancerade till huvudmästerskapet efter en vinst och en oavgjord match. 
| 2.1 |  | Estland | 0 – 4 | Irland |  |  |
|     |  |         |       |        |  |  |
|     |  |         |       |        |  |  |
|     |  |         |       |        |  |  |

| 2.2 |  | Irland | 1 – 1 | Estland |  |  |
|     |  |        |       |         |  |  |
|     |  |        |       |         |  |  |
|     |  |        |       |         |  |  |

Tjeckien mot Montenegro
Tjeckien avancerade till huvudmästerskapet efter två vinstmatcher. 
| 3.1 |  | Tjeckien | 2 – 0 | Montenegro |  |  |
|     |  |          |       |            |  |  |
|     |  |          |       |            |  |  |
|     |  |          |       |            |  |  |

| 3.2 |  | Montenegro | 0 – 1 | Tjeckien |  |  |
|     |  |            |       |          |  |  |
|     |  |            |       |          |  |  |
|     |  |            |       |          |  |  |

Bosnien och Hercegovina mot Portugal
Portugal avancerade till huvudmästerskapet efter en vinst och en oavgjord match. 
| 4.1 |  | Bosnien och Hercegovina | 0 – 0 | Portugal |  |  |
|     |  |                         |       |          |  |  |
|     |  |                         |       |          |  |  |
|     |  |                         |       |          |  |  |

| 4.2 |  | Portugal | 6 – 2 | Bosnien och Hercegovina |  |  |
|     |  |          |       |                         |  |  |
|     |  |          |       |                         |  |  |
|     |  |          |       |                         |  |  |

## Bästa målgörare i kvalspelet
Källa: Uefa
| Placering | Spelare             | Nation        | Antal mål | Antal spelade minuter | Minuter per mål |
| --------- | ------------------- | ------------- | --------- | --------------------- | --------------- |
| 1         | Klaas-Jan Huntelaar | Nederländerna | 12        | 684                   | 57              |
| 2         | Miroslav Klose      | Tyskland      | 9         | 505                   | 56              |
| 3         | David Villa         | Spanien       | 7         | 609                   | 87              |
| 3         | Mikael Forssell     | Finland       | 7         | 721                   | 94              |
| 5         | Mario Gómez         | Tyskland      | 6         | 406                   | 68              |
| 5         | Robin van Persie    | Nederländerna | 6         | 474                   | 79              |
| 5         | Gergely Rudolf      | Ungern        | 6         | 642                   | 107             |
| 5         | Antonio Cassano     | Italien       | 6         | 674                   | 112             |
| 5         | Dirk Kuyt           | Nederländerna | 6         | 685                   | 114             |
| 5         | Henrich Mchitarjan  | Armenien      | 6         | 900                   | 150             |
| 6         | Zlatan Ibrahimović  | Sverige       | 5         | 687                   | 137             |
| 6         | Cristiano Ronaldo   | Portugal      | 5         | 630                   | 126             |

### Webbkällor
- Seedningsgrupperna på Uefas hemsida